# Franz Xaver Marmon (Bildhauer, 1832)
Franz Xaver Marmon, auch Marmont, Taufname Bapt. Franz Xaver, (* 1. Februar 1832 in Haigerloch; † 1. August 1878 in Offenburg) war ein deutscher Bildhauer und Altarbauer des Historismus.

## Leben
Marmon war der Sohn des Schneidermeisters Sebastian Marmon und dessen Frau Kleopha (geborene Müller), sein älterer Bruder war der spätere Freiburger Domkapitular Josef Marmon (1820–1858). Seit seiner Jugend war er mit Peter Lenz (1832–1928), dem späteren Desiderius Lenz und Mitbegründer der Beuroner Kunstschule, befreundet.
Er absolvierte zunächst eine Lehre in der Werkstatt des Malers, Bildhauers und Altarbauers Johann Nepomuk Meintel (1816–1872) in Horb am Neckar, die auf christliche Kunst spezialisiert war. Im November 1890 ging er mit Peter Lenz nach München, 1851/52 studierte er an der dortigen Kunstakademie bei dem Bildhauer Max von Widnmann.
1857 eröffnete Marmon eine eigene Werkstatt für kirchliche Kunstarbeiten, die Kunstwerkstätte Marmon, in Hechingen. 1858 verlegte er diese nach Sigmaringen. 1859 heiratete er Agatha (geborene Pfriemer), mit der er sechs Kinder hatte, darunter Alfons (1873–1928) und Franz Xaver (1879–1963), die seine Nachfolge in der Leitung der Bildhauerwerkstatt antreten sollten. Als er 1878 erst 46-jährig auf der Rückreise von der Weltausstellung in Paris am Bahnhof in Offenburg an Herzversagen verstarb, führte seine Witwe die Kunstwerkstatt mit Hilfe der Meister Franz Joseph Simmler (1846–1926), Anton Warth und A. Schädler weiter, bis die Söhne diese übernehmen konnten.

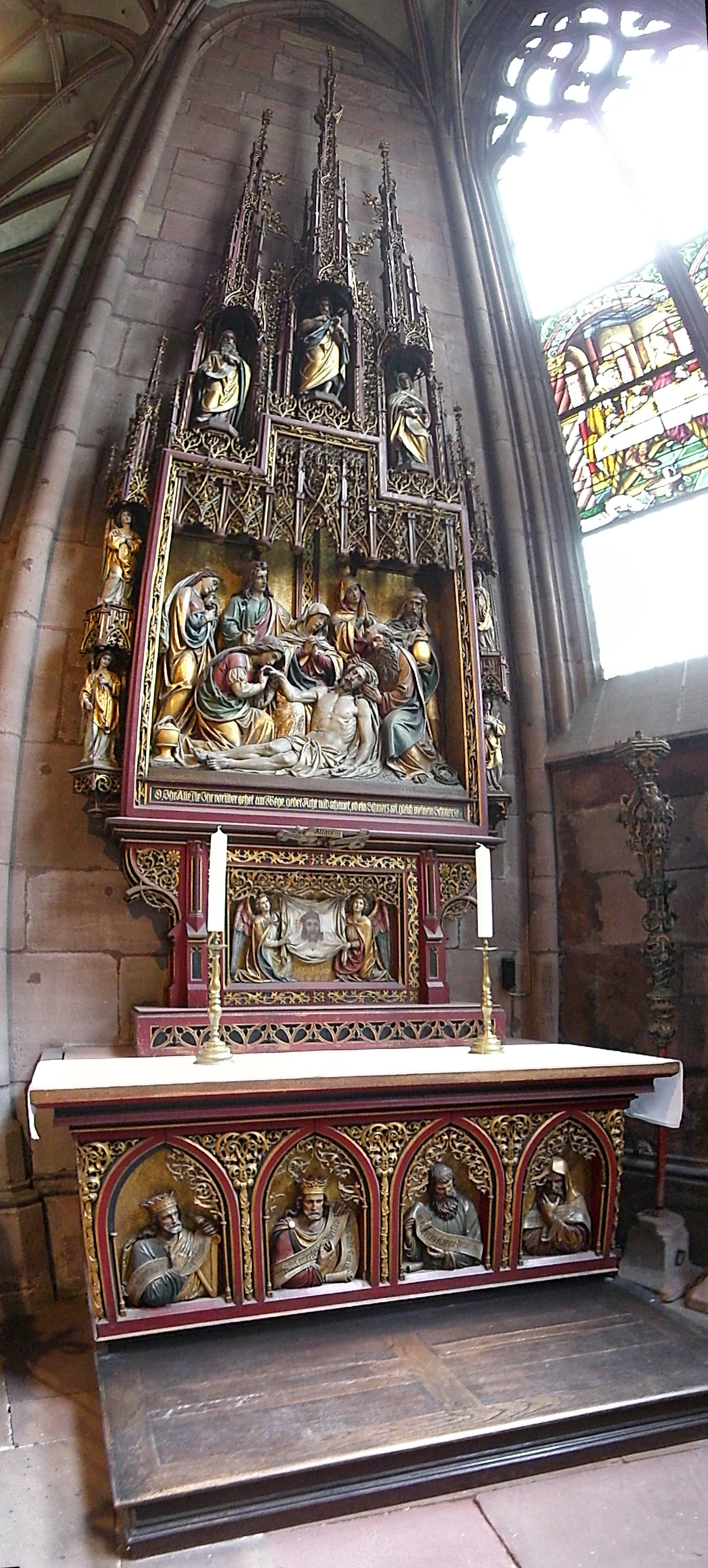
Freiburg, Münster, Altar der Beweinung Christi 1869

Die Kunstwerkstätte Marmon gehörte in der zweiten Hälfte des 19. Jahrhunderts zu den führenden Werkstätten sakraler Kunst in Südwestdeutschland.

## Werk
Marmon und seine Werkstatt arbeiteten in der Tradition der Nazarener insbesondere im neogotischen Stil, überwiegend für die Ausstattung katholischer Kirchen. Zu den frühen Hauptwerken zählen fünf Altäre für die Neugestaltung des Freiburger Münsters, geschaffen zwischen 1869 und 1891.
Für eine Auflistung der Arbeiten der Werkstatt siehe Kunstwerkstätte Marmon.